# Waconia
Waconia är en ort i Carver County i den amerikanska delstaten Minnesota. Ortens huvudgata var en av inspelningsplatserna för filmen Drop Dead Gorgeous.

## Kända personer från Waconia
- Carol Molnau, politiker